# Šajdíkove Humence
Šajdíkove Humence este o comună slovacă, aflată în districtul Senica din regiunea Trnava. Localitatea se află la altitudinea de 195 m deasupra n.m., se întinde pe o suprafață de 15,52 km2 și în 2017 număra 1.111 locuitori.

## Demografie
| An:                | 1994 | 2004   | 2014   | 2024   |
| ------------------ | ---- | ------ | ------ | ------ |
| Număr de persoane: | 1060 | 1115   | 1113   | 1089   |
| Diferență:         |      | +5,18% | −0,17% | −2,15% |

| An:                | 2023 | 2024   |
| ------------------ | ---- | ------ |
| Număr de persoane: | 1095 | 1089   |
| Diferență:         |      | −0,54% |